# Гринхолш, Шон
Шон Гринхолш (Гринхал) (англ. Shaun Greenhalgh; род. 1961) — британский художник-фальсификатор, широко известный тем, что создал большое количество фальшивок работ известных художников, которые вместе с другими членами своей семьи успешно реализовывал аукционным домам, музеям и частным коллекционерам.

## Биография

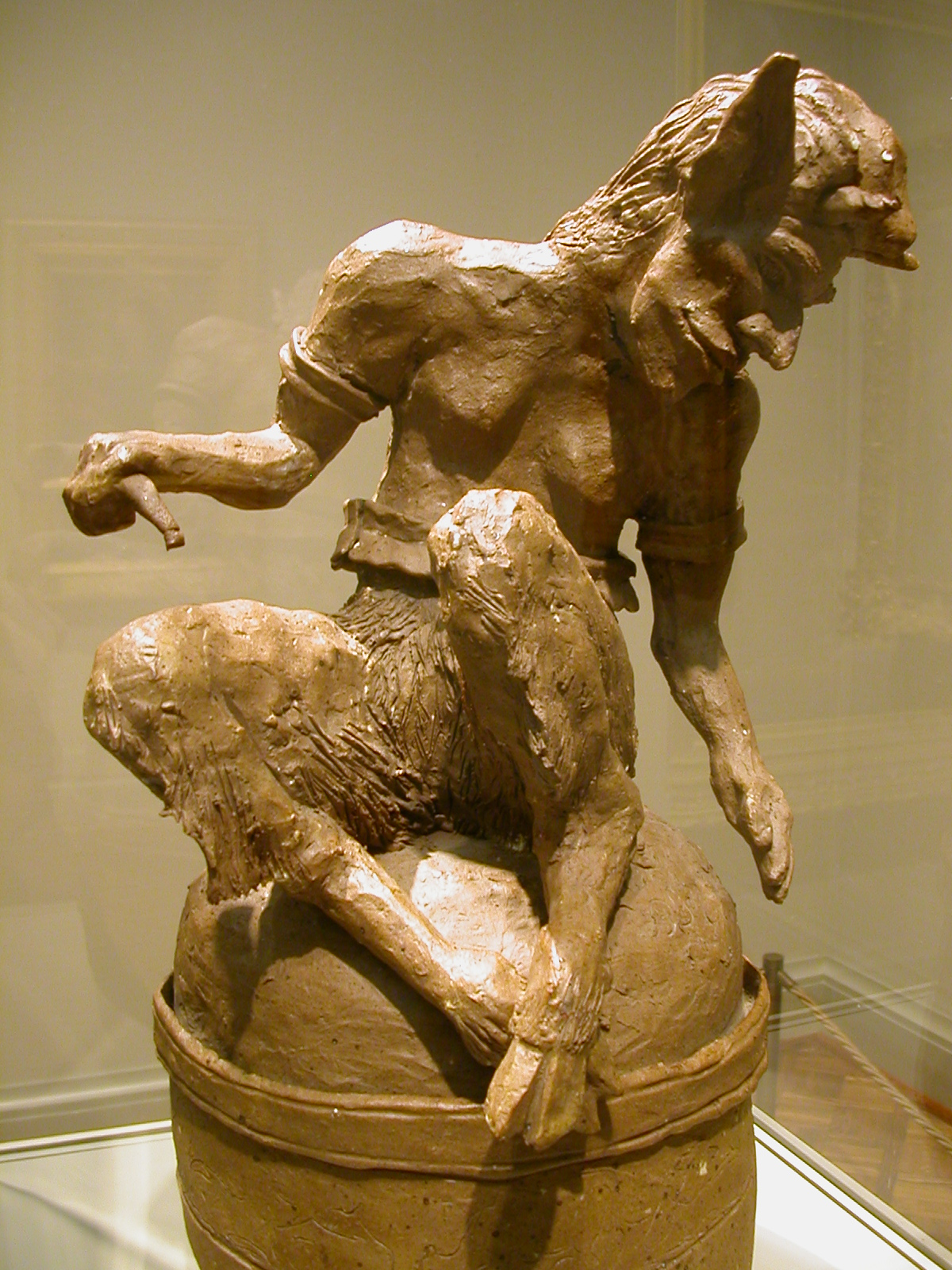
Скульптура Гринхолша, приписываемая Полю Гогену

Родился в 1961 году в Bromley Cross графства Ланкашир в семье Джорджа и Оливии Гринхолш.
Рос в городе Болтон этого же графства. Специального художественного образования Шон не получил; его желание стать профессиональным живописцем поощрял отец, работавший чертёжником. После того, как работы Шона были отвергнуты специалистами, он озлобился на мир искусства, который не желал признавать его талант.
Желая поддержать стремление сына отомстить художественному сообществу, а также поправить материальное положение семьи, семья Гринхолш разработала план изготовления и продажи фальшивок, которые создавал Шон. Причем подделки касались как живописных, так и скульптурных произведений. По его словам, свои работы он мастерил в сарае на задворках собственного двора. Нельзя не отдать должного мастерству семьи в убеждении покупателей в раритетности предлагаемого артефакта.
Семейство Гринхолш попалось из-за оплошности при попытке продать ассирийский барельеф, где они неправильно написали клинописью некоторые слова. В ноябре 2007 года Шон был приговорен к тюремному заключению на четыре года и восемь месяцев за попытку продать этот артефакт, отец получил условный срок. Выйдя из тюрьмы, арт-мошенник избегал публичности, в отличие от некоторых других авторов подделок, которые наслаждаются своей известностью.
C 23 января по 7 февраля 2010 года в музее Виктории и Альберта прошла выставка «работ» Шона Гринхолша.
Интересно, что Гринхолш не постеснялся подделать работу эпохи Возрождения «Женский портрет в профиль», о чём заявил в 2015 году. В своей книге «История фальсификатора» он утверждает, что написал «Портрет юной невесты» (другое название картины) в 1978 году, используя краски на основе естественным образом состаренных пигментов. Прообразом для портрета стала якобы кассирша по имени Салли из супермаркета «Co-Op» в английском Болтоне. Оксфордский профессор Мартин Кемп отнёсся скептически к заявлению фальсификатора, и вопрос авторства остаётся открытым.